# タクシーに乗った男
『タクシーに乗った男』（タクシーにのったおとこ）は、村上春樹の短編小説。

## 概要
| 初出     | 『IN★POCKET』1984年2月号                               |
| 収録書籍 | 『回転木馬のデッド・ヒート』（講談社、1985年10月刊行） |

村上は『IN★POCKET』1983年10月号（創刊号）から1984年12月号まで隔月で、聞き書きをテーマとする連作の短編小説を掲載した。副題は「街の眺め」。本作品は1984年2月号に発表されたその3作目である。

## あらすじ
「僕」に「タクシーに乗った男」という題の絵の話をしてくれたのは40歳前後の画廊のオウナーだった。何年か前にペンネームを使って画廊探訪のような仕事をしていたときに、「僕」はそのオウナーと出会った。彼女は青山のビルの一階で版画を中心とした画廊を経営していた。
インタヴューの質問としてあまり上等な種類のものではないけれど、「僕」は取材が終ると必ず同じひとつの質問をした。「あなたがこれまで目にしたなかでいちばん衝撃的だった絵は何か」という質問である。ひとつには美術を職業とする人々に対してこういう質問をすることはインタヴュアーのそれなりの筋だと思ったからである。
「僕」がいつものようにその質問をすると、彼女は「芸術的感動でもなく、皮膚的なショックでもないものでかまわなければ」と前置きして一枚の絵について語り始めた。
1968年9月の午後。当時ニューヨークのグリニッジ・ヴィレッジで絵のバイヤーのような仕事をしていた彼女は、ドイツ人の画学生の紹介でチェコ人の描いた絵を見ることになった。そのチェコ人は3年前プラハに妻と娘を残してチェコスロバキアから亡命してきたばかりだった。「チェコには表現の自由がないんです」と彼は言ったが、さしあたって彼に必要なものは表現の自由以前のものだった。ドイツ人の画学生の言うように彼には才能というものが欠けていた。
礼を言ってチェコ人のアパートを引きあげようとした時、タクシーの後部座席に座った若い男の絵が彼女の目をふと捉えた。彼女はその絵を120ドル出して自分のために買った。